# Svartbyn
Svartbyn (Fins, Meänkieli: Mustakylä) is een dorp binnen de Zweedse gemeente Överkalix. Het dorp ligt als lintbebouwing langs een weg op de oostoever van de Kalixälven. Aan de overzijde van de rivier ligt de E10, waarmee een brugverbinding is gemaakt. Op de kruising van landweg en E10 ligt Vestra Svartbyn.
In Zweden liggen ook Norra Svartbyn en Södra Svartbyn; deze stadjes liggen 75 ten zuidwesten van Svartbyn, bij de stad Boden.
Bestuurscentrum: Överkalix (tätort)
Tätort: Vännäsberget · Svartbyn · Tallvik
Småort: Alsån · Boheden · Gyljen · Hedensbyn · Jockfall · Lansjärv · Norra Tallvik · Nybyn
Overig: Grelsbyn · Kälvudden · Lomträsk · Räktjärv · Rödupp